# Stijn Joseph

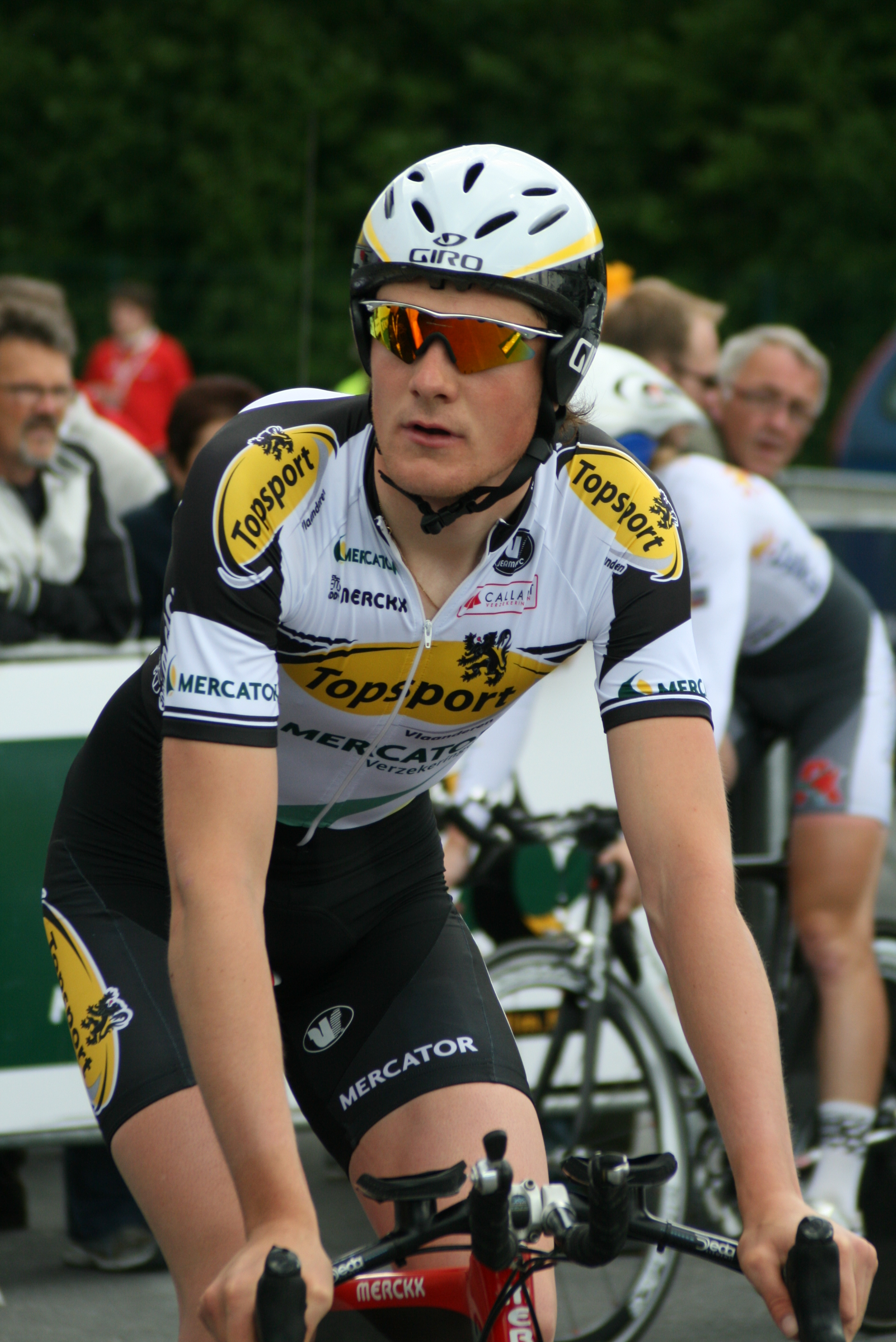
Stijn Joseph bei den Vier Tagen von Dünkirchen 2009

Stijn Joseph (* 18. September 1987 in Ypern) ist ein belgischer Radrennfahrer.
Stijn Joseph wurde 2005 Dritter bei der belgischen Cyclocrossmeisterschaft in der Juniorenklasse. Auf der Straße wurde er Zweiter in der Gesamtwertung bei der Route de l’Avenir, Dritter beim Flanders-Europe Classic und er gewann die Gesamtwertung der Keizer der Juniores Koksijde. 2007 gewann er die Omloop van de Grensstreek und 2008 das Memorial Philippe Van Coningsloo. Zum Ende der Saison 2008 fuhr er als Stagiaire für das ProTeam Quick Step. In den Jahren 2009 bis 2011 fuhr er für das Professional Continental Team Topsport Vlaanderen-Mercator, konnte in dieser Zeit jedoch keine vorderen Platzierungen erzielen.

## Erfolge
2008
- Memorial Philippe Van Coningsloo